# Gigantoproductus
Gigantoproductus is een geslacht van uitgestorven brachiopoda uit de orde Productida en de familie Monticuliferidae. De soort was de grootste van de Carboon-brachiopoden, met de grootste bekende soort variërend in grootte van negen tot twaalf centimeter. Productiden kwamen voor het eerst voor in het Devoon, ongeveer 407 miljoen jaar geleden. Als fossielen komen hun schelpen voor in een kalksteenmatrix.

## Soorten
- Gigantoproductus giganteus
- Gigantoproductus bisati
- Gigantoproductus crassus
- Gigantoproductus giganteus
- Gigantoproductus gigantoides
- Gigantoproductus inflatus
- Gigantoproductus janischewskii
- Gigantoproductus moderatisimilis
- Gigantoproductus sarytchevae
- Gigantoproductus semiglobosus
- Gigantoproductus striatelus
- Gigantoproductus striatosulcatus
- Gigantoproductus submaximus